# おねだり!!マスカット
『おねだり!!マスカット』は、テレビ大阪が配信し、テレビ東京系列ほかで放送されていた深夜バラエティ番組である。前番組『おねがい!マスカット』のリニューアル版で、略称は前番組と同じく「おねマス」。テレビ東京では2009年4月6日から2010年3月29日まで、毎週月曜 26:00 - 26:30に放送。

## 番組概要
おぎやはぎがMCを務める、『おねがい!マスカット』に続く「マスカット」シリーズの第2弾。　
恵比寿マスカッツは、前番組から出演しているメンバーを1期生、本番組の開始時に加わったメンバーを2期生、第27回放送分で加わったメンバーを3期生としていた。
番組は1年で同タイトルでの放送を終了。2010年4月から『ちょいとマスカット!』と題して放送された。

## 出演者

### 番組MC
- 小木博明、矢作兼（おぎやはぎ）

### アシスタントMC
- 大久保佳代子(オアシズ）

### 恵比寿マスカッツ
番組外活動に関しては恵比寿マスカッツを参照（詳細は後述）。
この番組を持って脱退
- 月見栞、桜井こずえ、戸田れい、ユリサ、桐野澪、恵けい、藤浦めぐ、みひろ、上原カエラ、美咲みゆ、桐原エリカ、桜ここみ

ちょいとマスカット!から復活(登場順）
- 麻美ゆま、Rio、桜木凛、かすみ果穂、安藤あいか、KONAN、小川あさ美、かすみりさ、西野翔、初音みのり、蒼井そら、小倉遥、川村えな、永作あいり、山口愛実、佐山愛、川村りか

### スカットテレフォンゲスト
- 有吉弘行(卒業式のゲスト)、安西義裕（プロデューサー、ガッツエンターテイメント副社長)、土田晃之(やり残したことを全部やろうのゲスト）、堤下敦、椿鬼奴(かくし芸オークションゲスト)、黒沢かずこ、光浦靖子、益子卓郎、チャンカワイ、鈴木拓

### その他ゲスト（スタッフを除く）
サム役：ジョナサン(麻美と蒼井と小川を泣かせたら10万円)、高尾聖賢（最凶不幸女川村えなでの除霊）、坪井崇(ポニー・キャニオン：スカット公開オーディション)、川島知明(ユニバーサル：スカット公開オーディション）、西原一幸(コロムビア：スカット公開オーディション）、ピエール瀧(やり残したことを全部やろうのゲスト）、長久弦(ガッツエンターテイメント社長、かくし芸オークションゲスト)、内海智（かくし芸オークションゲスト、後の第二期恵比寿マスカッツプロデューサー）

## コーナー
- 新メンバー歓迎マスカッツ説明会
新メンバーの番組に対する様々な疑問に先輩マスカッツがスカッと答えるコーナー。
- かわいい甲子園
マスカッツをチーム分けし、イニング毎のお題に沿ってかわいい表現を競う大会。可愛い＝HRで1点、可愛くない＝アウト。基本3回制で点数を多く取ったチームの勝ち。チーム数が多い場合は1イニングのみの予選試合有りで決勝戦が2イニング。決着がつかない場合はサドンデスの延長戦。ジャッジは小木審判の独断と偏見と贔屓で大いに左右される。稀にウグイス嬢によって強制終了になることがある。
- スカットテレフォン
恵比寿マスカッツのメンバーが悩みを抱える相談者に代わり、今一番困っている相手や気になる人物に生電話するコーナー。電話相手は芸人が主体。スカットニュースマスカッツメンバーのブログや雑誌、その他の媒体からスカッとしない発言や行動をニュースとして取り上げていくコーナー。
- スカットソング
恵比寿マスカッツメンバー全員による歌のコーナー。番組オリジナル・ソング「バナナ・マンゴー・ハイスクール」をマスカッツメンバーが踊りながら歌う。前番組から継承したコーナーで、当初は前番組を踏襲して既存の様々な曲にのせて踊る形だったが、2009年4月に初の番組オリジナル曲として「バナナ・マンゴー・ハイスクール」がこのコーナーで披露されて以降は、実質的に同曲のみを歌う枠となった。「バナナ・マンゴー・ハイスクール」は翌2010年2月にようやくCD化された（後述）。
- マスカッツ新リーダー選挙
Rio（後の恵比寿マスカッツ1.5ＰＴＡ)、みひろ、山口愛実、桜木凛、恵けいが現リーダー蒼井そらの不信任案を受けて本当のリーダーを決める選挙。
- ホントか？デマか？嘘八百
マスカッツに関する噂がホントかウソかをスカッと解明するコーナー。
- ゆまちん＆めぐちんの占いナンバー1
セット内を縦横無尽に駆け回る“占い部キャプテン”麻美と“占い部メンバー”藤浦を、飛んでくる無数のバレーボールが襲った後、藤浦めぐのブルマのずれ方で麻美ゆまが占うコーナー。
- スカットメジャーリーグ
マスカッツメンバーをあるお題を元に「メジャー」と「マイナー」の2つのグループに分け、そのお題が何なのかをトークで当てるコーナー。メジャーとマイナーでは待遇差がある。蒼井と大久保はマイナーの常連。
- 大久保佳代子感謝祭
毎回ゲストで頑張っている大久保に感謝の気持ちを色々な形で伝える感謝祭。
- 蒼井そらのダメ出しドキュメント
マスカッツリーダー蒼井そらが収録中気になった言動・行動をとったマスカッツメンバーに、収録後ダメ出しする姿の一部始終を捉えたドキュメンタリー映像。山口、Rio、桜木、初音、恵、KONAN、かすみり、麻美が呼び出された。
- 夢見る少女がやってきた
恵けいが歌唱しているときに、小木がハリセンで恵の頭をたたきながらつっこむも上手くいかず何度も同じことをする、いわゆる天丼ネタを披露するコーナー。
- 総理大臣秘書シリーズ
マスカッツメンバーが総理大臣秘書となり、電話での総理宛の長い伝言を、総理主席秘書官（大久保）にきちんと伝えるコーナー。伝言内容は、収録時の政治や経済の時事問題が出ることが多い。
- スカッとニュース
マスカッツのブログや雑誌などの仕事の中からスカッとしない発言や行動を取り上げるコーナー。
- スカットミュージカルフェスティバル
ある課題曲を劇中に入れオリジナル作品で競うチーム対抗ミュージカルの祭典。
- オネダリヌーボ
マスカッツメンバー(蒼井、麻美、KONAN、恵、上原、Rio、初音、美咲、安藤、桜木、川村り、川村え)が恋を語り合う中で、一番ムカついた女を互いに投票し、得票数が最も多かった人が武闘派AD永井にハリセンで盛大に殴られるコーナー。名前から分かるとおり、『グータンヌーボ』のパロディ。
- 麻美と蒼井と小川を泣かせたら10万円
泣き虫な麻美と蒼井、そしてマスカッツ1泣かない女小川の3人を、どんな手段でも泣かすことが出来たら賞金10万円。ただし、1人でも泣かなかった場合には賞金は無し。結果は参加したメンバー全員が小川の前に敗北、その小川は途中から欠伸したり小道具で遊びながら暇を持て余す有様だった。
- 明歩のファンシークッキング
お料理大好きアッキーがアナタをご機嫌にさせるメニューを紹介。料理には必ずアッキーの大好きな稲荷寿司が入る。
- NEWS Rio
マスカッツメンバーの近況・ニュースを、メインキャスターRio、御意見番・大久保の2人の掛け合いで送るコーナー。
- 見たいのはどっち?
マスカッツの最新持ちネタ2択の中から見たいネタを多数決で決定。選ばれた1つのみ披露、少数派を選んだ人は目隠しをされネタを見られないコーナー。
- マスカッツ大総会
番組に対する様々なアンケートをマスカッツに実施、番組への不満や疑問をスタッフがスカット答えちゃうコーナー。
- かわいい甲子園ドラフト会議
「かわいい甲子園」本戦に先駆けて、各高校の監督が提示されたテーマに最も該当する選手を一名ずつ指名、チームを作り上げるコーナー（一度きり）。指名が重なった場合は抽選で決める。なお、指名された選手に拒否権は無かった。
- スカット芸術鑑賞会
マスカッツが想像だけで描いた芸術作品を鑑賞しスカットしようというコーナー。描いた作品があまりにもひどい場合、小木の「お清めです」の号令で2人の巫女さん（片方は大久保）によるとんでもないお清めを受ける。基本は紙袋に入った強烈な匂いのする何か（くさや＋納豆＋？？）を嗅がされるというもの。
- マスカッツアンケート偽装緊急記者会見
3か月に一度行われるマスカッツへのアンケートで疑わしい回答の真相を探る。会見中は記者の厳しい追及に晒されていた。
- かすみ果穂の一日天下取り
マスカッツセンバツ5名が全員が5ラウンドのうちに一度でも笑えばかすみがリーダーになるコーナー。
- 恵運動会
恵の夢をかなえる”恵けいプロデュースの運動会”である。種目、ルールなどはすべて恵の考案である。
- 口喧嘩王決定戦
一対一の対決で、楽屋でのもめごとがお題。言葉に詰まったり、手を出したり、笑ったりしたら敗北。
- おねマス杯マスカットのせのせコンペ
キャディーとなったマスカットがいかにプレーヤーの気持ちをのせられるかを競うコーナー。
- アッキーの夜のお知らせ
とある夜更けの一軒家。和服に身を包んだアッキーが「旦那様、『お知らせ』が御座いまする」という枕詞の後、障子を開けてお知らせを告げていく。ただし、お知らせの内容は「ビデは女子の物で御座います。間違って押さぬようお願いします」（第32回放送・コーナー第1回）など、常に謎めいている。
- 麻美ゆまの涙のリサイタル
本人が涙もろい性格を活かしてリサイタルを開いてメンバーを感動の渦に巻き込ませるコーナー。
- 10万円あげちゃうスリル満点風船列車ゲーム
針の付いた列車から風船を守りながら空き缶を10個積みあげれば成功。
- アッキー(小川あさ美)のおすすめDVDの紹介
DVDの感想についてわかりやすく解説するコーナー。吉沢の場合あまりにも感想を言うことができていないので、スタッフからからかわれてしまい吉沢が涙が出るほど面白い展開を見せてしまった。小川の場合あまりに抽象的な感想すぎるため、スタッフからつっこまれてたじたじだった。
- レコード会社争奪スカット公開オークション
3社のレコード会社にプレゼンしてもらい、内容が素晴らしいと思った1社がCDデビューをーサポートしてもらう企画。
- 2010年マスカット紅白歌合戦 
『NHK紅白歌合戦』の音楽番組パロディコント。司会は矢作と吉沢。紅組キャプテン大久保、白組キャプテン小木、マスカッツは紅白2つのチームに分かれ、番組スタッフが審判した。優勝チームの白組にはトロフィーと金一封が贈呈された。

紅組：蒼井、小川、初音、西野、桜木、永作、希崎、恵、かすみり、佐山、川村り、川村え、かすみ果　　白組：麻美、美咲、桜、みひろ、山口、小倉、安藤、ＫＯＮＡＮ、藤浦、上原、桐原、Rｉｏ
- スカット合いの手選手権 
歌詞の合間にいかに上手い合いの手を入れられるかを競う。
- チャレンジ・ザ・安藤 
どんなオンエアーでもカットされても一生懸命な雑草魂を今一度確かめるチャレンジ企画。
- ミスヒゲ女コンテスト2010 
有名人に扮して誰が一番ヒゲが似合うかを競う。ヒゲクイーンには10万円を贈呈。
- 業界人争奪マスカットかくし芸オークション
新しいネタを欲しがっている業界人に、マスカッツが一芸を披露。気に入ればその場で買い取って頂こうという企画。
- 教えてベッカさん
大久保がレベッカの曲を覚えたくて教えているにもかかわらず、初音と永作はそれぞれの振り付けが違っていて大久保は違和感を感じさせた。しかし傍らに座っていた山口、小倉のピンクレディーの振り付けに今度は関心を示すものの、振り付けのみならず、顔や体の部分が気持ち悪いと嫌悪感を見せた。
- かすみりさのわたしものせてよ 
テンションを上げて障子から出しかすみりさをノリノリにさせたチームの勝利。
- おねマスアカデミー賞2010 
その中で最も優秀なキャラクターは誰なのか？スタッフ総勢80名の人気投票を元に発表。
- やりたい事をやってみよう
やりたいことを悔いが残らぬようこの場で全員にやり遂げてもらう。

## 番組内でのエピソード・出来事
オリジナルソングの完成とCD化
恵比寿マスカッツは、「おねだり!!マスカット」にて初のオリジナルソングが完成し、その後、ユニバーサルミュージックからCD発売された。第3回放送にてオリジナルソング「バナナ・マンゴー・ハイスクール」（Music and Arranged by Jam&Lice）を披露した。
その後、第37回放送にて「バナナ・マンゴー・ハイスクール」のCD発売のため、3社のレコード会社(他にポニー・キャニオン、コロムビアミュージックエンターテインメント)を招き「スカット公開オーディション」を行った結果、ユニバーサルミュージックからの発売が決定した。審査の内容として、一次審査に情熱とパッションのアピールに、小川あさ美がビヨンセの「Crazy In Love」での踊り、RioがCD化への熱い想いを綴った手紙を読み（おぎやはぎやスタッフに対しての文章）、そしてかすみ果穂が四股を踏み、大塚愛の「さくらんぼ」を歌い踊っていた。二次審査に歌唱力が確認され、恵比寿マスカッツが「バナナ・マンゴー・ハイスクール」を歌った。
蒼井そらは、「おねがい!マスカット」に続きマスカッツリーダーを務めた。

## DVD
- おねだり!!マスカット エヘヘ編（2010年7月21日、ポニーキャニオン）
- バナナ・マンゴー・ハイスクール披露(スカットソング)、スカットテレフォン、総理大臣秘書、マスカッツ口喧嘩王決定戦、マスカッツアンケート偽装緊急記者会見、スカットデイズナイト、NEWS Rio、安藤あいかの名言誕生(スカットニュース)、かわいい甲子園、アッキーの夜のお知らせ、1期生卒業ドッキリ

→特典：今だから話せるおねだり！！マスカット（蒼井、麻美、安藤、小川、初音、吉沢、希崎）
- おねだり!!マスカット オホホ編（2010年9月1日、ポニーキャニオン）
- 12の34で泣いて披露(スカットソング)、スカットテレフォン、スカット芸術鑑賞会、かわいい甲子園、マスカッツ口喧嘩王決定戦、G.I.ジョーロケ、NEWS Rio、明歩のファンシークッキング、蒼井のダメ出しドキュメント、マスカットのせのせゴルフコンペ、恵けい運動会

→特典：今だから話せるおねだり！！マスカット（蒼井、かすみりさ、KONAN、西野、Rio、桜木、かすみ果穂）
- おねだり!!マスカット キャハハ編（2010年10月20日、ポニーキャニオン）
- 新曲をテレビバージョンで披露(スカットソング)、スカットソング、マスカッツアンケート偽装緊急記者会見、かわいい甲子園、やりたい事をやってみよう、占いナンバー1、アッキーの夜のお知らせ、蒼井のダメ出しドキュメント、涙の卒業式

→特典：ある日の番組会議(番組スタッフ)

## CD
- バナナ・マンゴー・ハイスクール/12の34で泣いて with 涙四姉妹 （2010年2月17日、ユニバーサルミュージック）

## 書籍
- 卒業アルバム / 恵比寿マスカッツ（2010年3月19日、学研パブリッシング、ISBN 9784056059076）

## スタッフ
- 総合演出：マッコイ斉藤
- 総合プロデューサー：町田晋
- 構成：佐藤俊明、鈴木工務店
- ナレーター：富沢美智恵
- CAM：秋山勇人（アキヤマ）
- VE：高木稔
- 音声：森田篤
- 照明：前田貢伺
- 美術：小林慎典
- スチール：小島マサヒロ
- メイク：藤本麗（BB.club　TOKYO TEAM）、島貫香菜子、川又梓、佐野美穂子（MARVEE）
- スタイリスト：上野真穂（アップワード）、HITOMI（BB.club　TOKYO TEAM）
- 振り付け：R2 CREATIVE RYONRYON
- 編集：増田直人
- MA：阿世知貴彦
- 音効：石見知哉
- AP：二階堂恵（四番サード二階堂）
- AD：村上隼人(スイカ)
- ディレクター：阿部さちよ
- 企画協力：鳥塚恵介（ADEX）
- 広報：御代田敬子（ADEX）
- スーパーバイザー：仁同正明（テレビ大阪）、矢部純一（ADEX）
- プロデューサー：小林岳夫（PLUSMIC CFP）
- 協力：ニユーテレス、プログレッソ、TRIBE、ザ・チューブ
- 衣装協力：Ｄｏｍｉｎｇｏ　CO,ｌｔｄ.
- 制作協力：SHO-GUN
- 製作著作：PLUSMIC CFP、テレビ大阪

### 過去のスタッフ
- ナレーター：鈴木詔子
- アシスタントCAM：和田某
- 照明：石井健治
- スチール：干川修、今井隼人
- 企画協力：古川陽介(テレビ大阪）、新川三平→田川三助（ホルモン道JOE・テレビ大阪）
- メイク：木村真弓、住本由香、山本仁美、久野友子、在間亜希子、長縄希穂、相馬広美、西村恵、天野良美（MARVEE）
- スタイリスト：山田隆信（DEXI）
- AD：武闘派永井、小川某
- 衣装：伊藤正美（DEXI）
- 衣装協力：OMNIGOD、BE NEAT、marble　SUD、ＭＯＤＥＭ　Amusement、セクシー衣装　おもしろ倶楽部、PEACH　JOHN　THE CATALOGUE、Salus.、Ｐ.Ｓ.Ｆ.Ａ　Platinum、ｉｎｏｎｅ　Aoyama、*Cor　BLIMEY!、DEVILOCK、HOBY、JEAN　NASSAUS　COMPANY
- 撮影(ロケ地)協力：小山町フィルムコミッション、NPO法人まち再生ネットふじおやま、小山町観光協会、小山町商工会、久地ゴルフガーデン、緑の休暇村センター、青根野営組合、真言宗臼杵山天光寺
- 写真協力：ＥＸ　ＭＡＸ（ぶんか社）

## 放送局
| 放送地域       | 放送局           | 系列           | 放送日時           | 放送開始日    | 備考        |
| -------------- | ---------------- | -------------- | ------------------ | ------------- | ----------- |
| 大阪府         | テレビ大阪       | テレビ東京系列 | 水曜 25:20 - 25:50 | 2009年4月15日 | 番組配信局  |
| 北海道         | テレビ北海道     | テレビ東京系列 | 火曜 25:30 - 26:00 | 2009年4月14日 | 1日先行     |
| 関東広域圏     | テレビ東京       | テレビ東京系列 | 月曜 26:00 - 26:30 | 2009年4月6日  | 9日先行     |
| 愛知県         | テレビ愛知       | テレビ東京系列 | 日曜 25:22 - 25:52 | 2009年4月12日 | 3日先行     |
| 岡山県・香川県 | テレビせとうち   | テレビ東京系列 | 土曜 26:10 - 26:40 | 2009年4月25日 | 10日遅れ    |
| 福岡県         | TVQ九州放送      | テレビ東京系列 | 土曜 25:40 - 26:10 | 2009年7月4日  | 約3か月遅れ |
| 福島県         | テレビユー福島   | TBS系列        | 木曜 25:29 - 25:59 | 2010年3月25日 | 64日遅れ    |
| 島根県・鳥取県 | 山陰放送         | TBS系列        | 火曜 25:30 - 26:00 | 2010年1月5日  | 3か月遅れ   |
| 石川県         | 石川テレビ放送   | フジテレビ系列 | 火曜 26:35 - 27:05 | 2009年4月14日 | 1日先行     |
| 長野県         | 長野放送         | フジテレビ系列 | 金曜 26:12 - 26:42 | 2009年4月11日 | 4日先行     |
| 熊本県         | テレビ熊本       | フジテレビ系列 | 火曜 25:35 - 26:05 | 2009年5月12日 | 41日遅れ    |
| 鹿児島県       | 鹿児島テレビ放送 | フジテレビ系列 | 土曜 25:05 - 25:35 | 2009年4月11日 | 4日先行     |
| 三重県         | 三重テレビ放送   | JAITS加盟局    | 金曜 26:25 - 26:55 | 2009年7月8日  | 3か月遅れ   |
| 和歌山県       | テレビ和歌山     | JAITS加盟局    | 日曜 25:10 - 25:40 | 2009年11月1日 |             |

- テレビ北海道では最終的には約2週遅れで放送。
- 三重テレビでは2010年3月27日放送分（第37回）をもって打ち切り。